# Tränen der Erinnerung (2000)
Tränen der Erinnerung (Originaltitel: Yesterday’s Children) ist ein US-amerikanisches Filmdrama aus dem Jahr 2000, das für das Fernsehen produziert wurde und das Thema Reinkarnation behandelt. Sarah Bird und Richard Leder adaptierten den autobiografischen Roman Yesterday’s Children von Jenny Cockell zu einem Drehbuch. Jane Seymour spielt die Hauptrolle der Jenny Cole.

## Handlung
Jenny Cole führt ein ausgefülltes Leben. Sie und ihr Mann haben sich vor kurzem selbstständig gemacht. Ihr Sohn wird bald das College besuchen. Aber Jenny fühlt sich nicht wohl. Tagträume quälen sie. Hierin sieht sie regelmäßig eine irische Familie der Unterschicht aus der ersten Hälfte des 20. Jahrhunderts. Der gewalttätige  Familienvater John Sutton macht seiner Frau und den vier Kindern das Leben schwer. Rücksichtslos schwängert er sie gegen ihren Willen ein weiteres Mal, obwohl der Dorfarzt warnte, dass Mary dies nicht überleben würde. Der älteste Sohn Sonny hängt sehr an seiner Mutter, teilen sie doch beide so manches Geheimnis vor dem Vater. Da Mary ihr eigenes Ende voraussieht, bittet sie Sonny vorsorglich, sich um die jüngeren Geschwister zu kümmern bzw. die Geschwister nach ihrem Ableben zusammenzuhalten.
Jenny fühlt Marys Emotionen genau so, als würde sie in Marys Körper stecken. Ein innerer Zwang zieht sie nach Malahide, einem kleinen irischen Küstenstädtchen, dem real existierenden Schauplatz ihrer Visionen. Jenny ist sich sicher, dass auch die Personen und Ereignisse ihrer Träume existierten. Da sie die Geschehnisse aus ihren Visionen in die 1930er Jahre einordnen kann, könnten Marys Kinder sogar noch leben. Gemeinsam mit Sohn Kevin reist sie nach Irland und macht Sonny Sutton – inzwischen hochbetagt – ausfindig. Entgegen seinem Versprechen hat er den Kontakt zu seinen Geschwistern abgebrochen. Jenny kann ihn bewegen, wieder eine familiäre Bindung zu Bessy, Frank und Phyllis aufzubauen – Goeffrey war bereits verstorben.
Jenny glaubt, Marys unstete Seele lebt in ihr weiter und hätte sie zum Zwecke der Familienzusammenführung nach Irland gelotst.

## Hintergrundinformationen
Der Film wurde in Irland und den USA gedreht. In Irland wurden unter anderem die zwei Küstenorte Enniskerry und Greystones, südlich von Dublin, genutzt. Für die Szenen in Amerika wählten die Filmemacher Allentown (Pennsylvania) und Los Angeles.
Schauplätze der Handlung

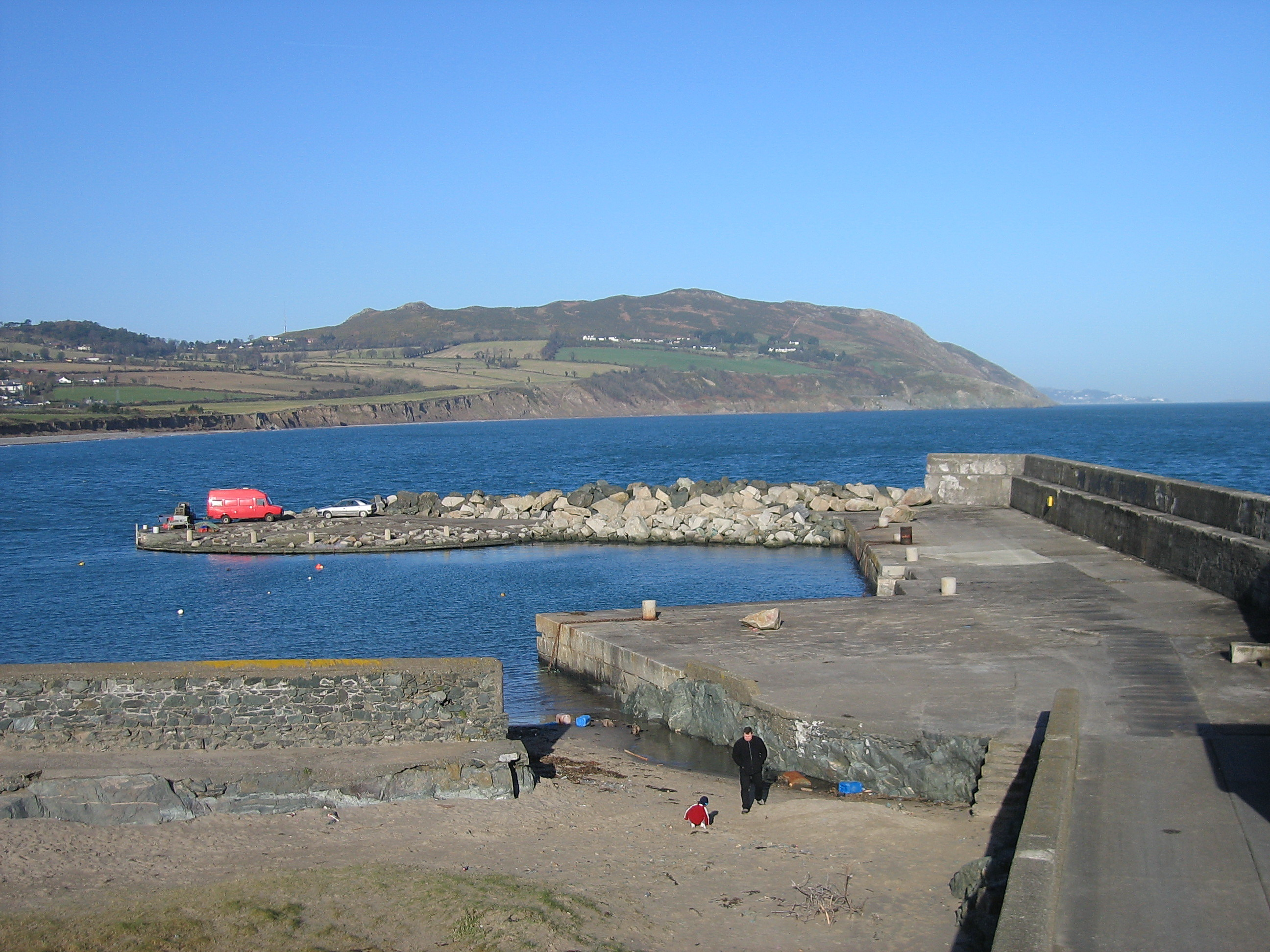
Hafenbecken in Greystone
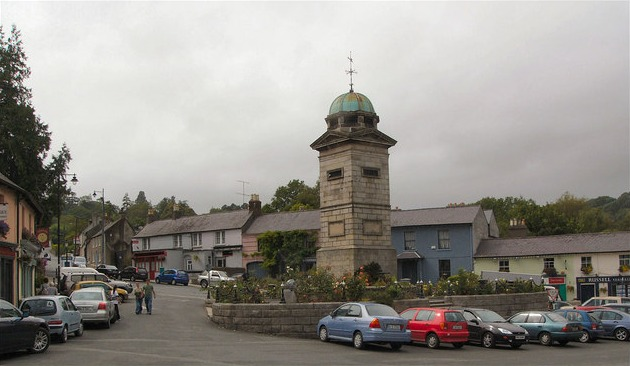
Stadtzentrum von Enniskerry
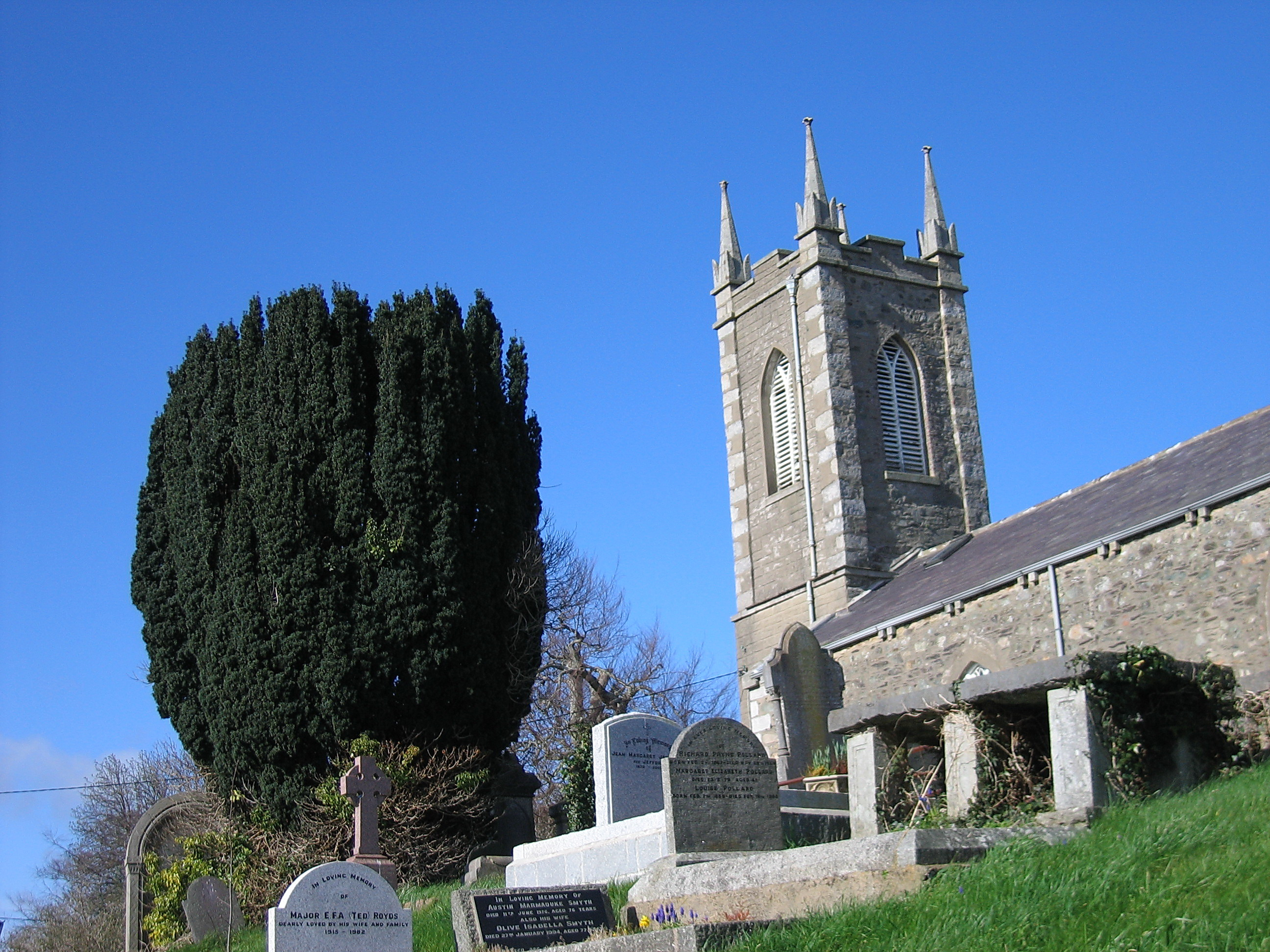
Kirche in Newcastle
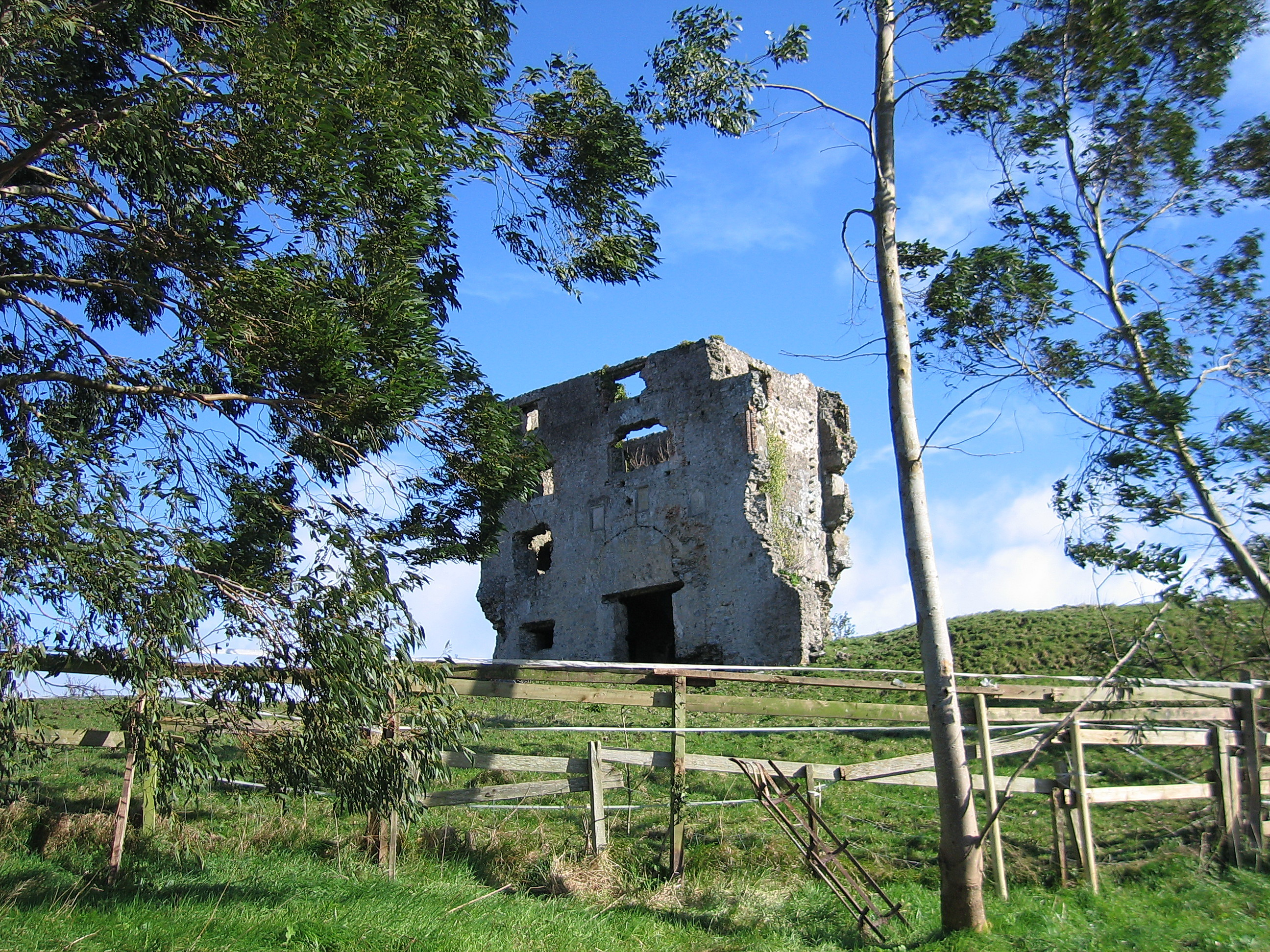
Schlossruine in Newcastle

Der Ort der wahren Begebenheit, an dem Marys Familie lebte, ist jedoch Malahide.

## Kritik
TV Spielfilm bezeichnet den Film als „unlogisches Esoterik-Melodram“ und „hanebüchenen Reinkarnationsquark“. Der Filmdienst rezipiert den Film als „Gut gespieltes TV-Movie, das eine Fülle irischer Folklore einbringt, vom Zuschauer jedoch auch die Bereitschaft einfordert, sich auf die okkulte Räuberpistole einzulassen.“

## Auszeichnungen
Der Film gewann den Primetime Emmy Award 2001 für den Song A Dream That Only I Can Know, der als Filmmusik Verwendung fand. Im selben Jahr war er auch für den Young Artist Award nominiert.